# Jüdischer Selbsthass
Der Begriff jüdischer Selbsthass soll ein angebliches Verhalten einzelner jüdischer Persönlichkeiten beschreiben, die sich nach der „Selbsthass-Theorie“ in überkritischer oder psychisch autodestruktiver Art gegen das Judentum und die eigene Zugehörigkeit zum Judentum wenden.

## Charakteristik
Einerseits wird von Verfechtern der Theorie üblicherweise geltend gemacht, der unterstellte „jüdische Selbsthass“ sei ein Versuch, aus einer geschmähten und als minderwertig empfundenen Existenz auszubrechen; die eigene Identität werde – nicht zuletzt aufgrund von Anfeindungen – negiert oder negativ besetzt. „Jüdischer Selbsthass“ sei insofern Folge des Antisemitismus. Andererseits werden zeitgeschichtliche Dokumente eines angeblichen jüdischen Selbsthasses häufig dazu genutzt, als Ursache bzw. Verstärker antisemitischer Auffassungen zu dienen. Schließlich werden von Juden selbst vorgebrachte Äußerungen ihres „jüdischen Selbsthasses“ als sowohl antisemitisch bedingt wie antisemitisch wirkend gewertet.

## Begriffsgeschichte
Die Wendungen „jüdischer Selbsthass“ und „jüdischer Antisemitismus“ wurden innerhalb der deutsch-jüdischen Publizistik um die Wende zum 20. Jahrhundert geprägt. Einflussreich wurden insbesondere die Betrachtungen von Theodor Lessing, der 1930 im Jüdischen Verlag ein Buch mit dem Titel Der jüdische Selbsthaß veröffentlichte.
Schon die ursprüngliche Begriffsbildung und einschlägige Publikationen wie vor allem die vielrezipierte Schrift Lessings stießen vielfach auf Kritik. Die jüngere Forschung bewertet den Begriff durchweg als problematisch – beispielsweise in dieser Form:

„Als Erklärungsmuster für das Verhalten jüdischer Intellektueller führt allerdings der Begriff ‚jüdischer Selbsthaß‘ wohl mehr Probleme ein, als er zu lösen vorgibt. Der Begriff tendiert vor allem dazu, eine normative Definition von jüdischer Identität zu fordern, die spätestens seit der Aufklärung nicht mehr zu Verfügung steht.“

## Zuschreibungen
In seinem Buch zum Thema behandelte Theodor Lessing die von ihm für exemplarisch erklärten Paul Rée, Otto Weininger, Arthur Trebitsch, Max Steiner, Walter Calé und Maximilian Harden.
Arno Lustiger sah jüdischen Selbsthass schon bei jüdischen Konvertiten wie Pablo Christiani, Nikolaus Donin und Johannes Pfefferkorn, die sich für Judenverfolgungen der Kirche einsetzten. Außerdem benannte er exemplarisch Karl Kraus, Hugo von Hofmannsthal, Egon Friedell, Noam Chomsky, Moshe Menuhin, Alfred Grosser, Abraham Melzer. Lustiger ging dabei davon aus, dass Antizionismus auf Antisemitismus hinauslaufe. Wolf Biermann schrieb Hans-Joachim Schoeps jüdischen Selbsthass zu. Raimund Fastenbauer gibt an, Selbsthass würde „geballt in Teilen der israelischen Gesellschaft, insbesondere im universitären und künstlerischen Milieu“ auftreten. Er argumentiert vorgängig, „Israelis bzw. Juden“ würden „dem antisemitischen Druck erliegen“.